# Zinskapitalisierung
Unter Zinskapitalisierung versteht man im Bankwesen die Zuschreibung nicht verwendeter Zinsen zum Kapital, von dem sie berechnet wurden, und ihre anschließende Verzinsung als Kapitalbestandteil.

## Allgemeines
Im deutschen Recht und im Bankwesen ist streng zwischen Kapital und Zinsen zu unterscheiden (vereinbarte Zinsen: § 246 BGB, gesetzliche Zinsen: § 247 BGB). Zinsen sind das Ergebnis der Kapitalverzinsung, werden jedoch getrennt vom Kapital ausgewiesen. Dieser besondere Ausweis ändert sich allerdings bei der Kapitalisierung. Sie ist nach § 248 Abs. 2 BGB nur Kreditinstituten und nach § 355 HGB beim Kontokorrent erlaubt. Ansonsten ist die Kapitalisierung verboten (Anatozismus; § 248 Abs. 1 BGB), weil hiermit die Berechnung von Zinseszins allgemein möglich wäre.
Für die Kapitalisierung spielt es keine Rolle, ob die berechneten Zinsen vom Anleger oder Gläubiger verwendet werden oder beim Zerobond erst gar nicht zur Auszahlung gelangen. Prozessrechtlich gelten Zinsen als Nebenforderungen im Sinne des § 4 Abs. 1 Halbsatz 2 ZPO. An der Eigenschaft als (bloße) Nebenforderungen ändert es dem Bundesgerichtshof (BGH) zufolge auch nichts, dass sie mit der Hauptforderung zu einem einheitlichen Forderungsbetrag zusammengefasst wurden.

## Kontenarten
Kapitalisierungsfragen tauchen am häufigsten bei Sparkonten auf. Hier werden die Zinsen für Spareinlagen in der Regel zum Ende des Kalenderjahres (am 31. Dezember) dem Sparkonto gutgeschrieben, aber durch die Gutschrift nicht automatisch zum Kapitalbestandteil. Erst 2 Monate nach Gutschrift werden sie kapitalisiert, so dass über sie innerhalb dieses Zeitraumes ohne Berechnung von Vorschusszinsen kündigungsfrei verfügt werden kann. Bei quartalsmäßigen Rechnungsabschlüssen von Girokonten kann eine Kapitalisierung zum Quartalsende, aber je nach Regelung in den AGB, auch erst zum Jahresende, erfolgen. Fallen auf Girokonten Sollzinsen an, so werden sie vom Kapitalisierungszeitpunkt an ebenfalls mit dem Saldo zusammen verzinst.

## Kapitalisierungszeitpunkt
Die Zinskapitalisierung kann am Anfang einer Periode (vorschüssig) oder am Ende (nachschüssig) erfolgen. Wie lang diese Periode ist, wird vertraglich festgelegt. Üblich ist beispielsweise bei Sparguthaben eine jährliche Zinskapitalisierung zum Jahresende. Kapitalisierungszeitpunkt ist jener in den AGB bestimmter Zeitpunkt, an dem die angefallenen Soll- und Habenzinsen Bestandteil des Kapitals werden, im Saldo untergehen und mit ihm verzinst werden. Vom Kapitalisierungszeitpunkt an ist bei Sparkonten eine vorschusszinsen- und kündigungsfreie Abhebung der betroffenen Zinsen nicht mehr möglich. Durch Kapitalisierung entsteht – je nach Kontostand – ein Vermögens- oder Schulden erhöhender oder ein Vermögens- oder Schulden mindernder Zinseszinseffekt. Bei Kapitalisierung handelt es sich bilanziell um die Umwandlung einer Zinsforderung in eine Kapitalforderung oder einer Zinsverbindlichkeit in eine Kreditverbindlichkeit.

## Steuerliche Aspekte
Als Zuflusstermin im Sinne des Zuflussprinzips nach § 11 Abs. 1 EStG gilt der Zeitpunkt der Gutschrift auf einem Konto. Die Verfügungsmacht über Zinsen wird in aller Regel dann erlangt, wenn die Zahlung erfolgt ist. Werden die Zinsen einem Konto gutgeschrieben, beginnt die Steuerpflicht. Da die Zinskapitalisierung etwa bei Sparkonten erst nach der Zinsgutschrift erfolgt, ist der Zeitpunkt der Zinskapitalisierung nicht für die Entstehung der Steuerpflicht maßgeblich. Zu Beginn des Jahres gutgebrachte Zinsen auf Spareinlagen rechnen wirtschaftlich zum Vorjahr, auch wenn sie erst später im Sparbuch eingetragen werden.